# K-140
Il K-140 era un SSBN sovietico, il secondo esemplare costruito di quella che in Occidente è conosciuto con il nome in codice NATO di classe Yankee I (Progetto 667A).
Il sottomarino fu impostato presso il cantiere navale Sevmash, a Severodvinsk, ed entrò in servizio il 30 dicembre 1967 nella Flotta del Nord. Il 23 agosto 1968 ebbe un incidente al reattore nucleare mentre era ormeggiato a Severodvinsk. In dettaglio, uno dei reattori si accese automaticamente, provocando un picco di potenza (diciotto volte superiore alla norma) che causò un aumento della pressione e della temperatura del reattore (quattro volte). L'incidente, che non provocò grossi danni, fu dovuto ad errore umano (sia nell'installazione della strumentazione, sia dell'operatore).
Tra il 1977 ed il 1980, fu sottoposto a grandi lavori di ammodernamento, e convertito alla variante Progetto 667AM (Yankee II in Occidente), progettata dall'ingegner Margolin. I lavori comportarono l'installazione del nuovo sistema di lancio D-11, ed il relativo imbarco dei missili a propellente solido SS-N-17 Snipe (12 esemplari, contro i 16 SS-N-6 Serb imbarcati in precedenza). Si trattava del primo SLBM sovietico a propellente solido.
I missili potevano essere lanciati a profondità superiori ai 50 metri. Venne modificato anche il sistema di caricamento dei tubi lanciasiluri, che fu reso più rapido. Le modifiche portarono ad un aumento del dislocamento in immersione, che raggiunse le 10.000 tonnellate.
Il K-140 fu l'unico Yankee convertito a questa versione, nonché l'unico sottomarino ad imbarcare il sistema missilistico SS-N-17. Non sono chiari i motivi che indussero i sovietici alla conversione di un solo esemplare.
Il 22 giugno 1984, il battello ebbe una collisione con il K-373, un esemplare della classe Alfa. Il K-140 prestò servizio con la VMF sovietica fino al 1989, quando fu radiato. Lo smantellamento fu effettuato l'anno successivo.